# Schloss Heiligenberg

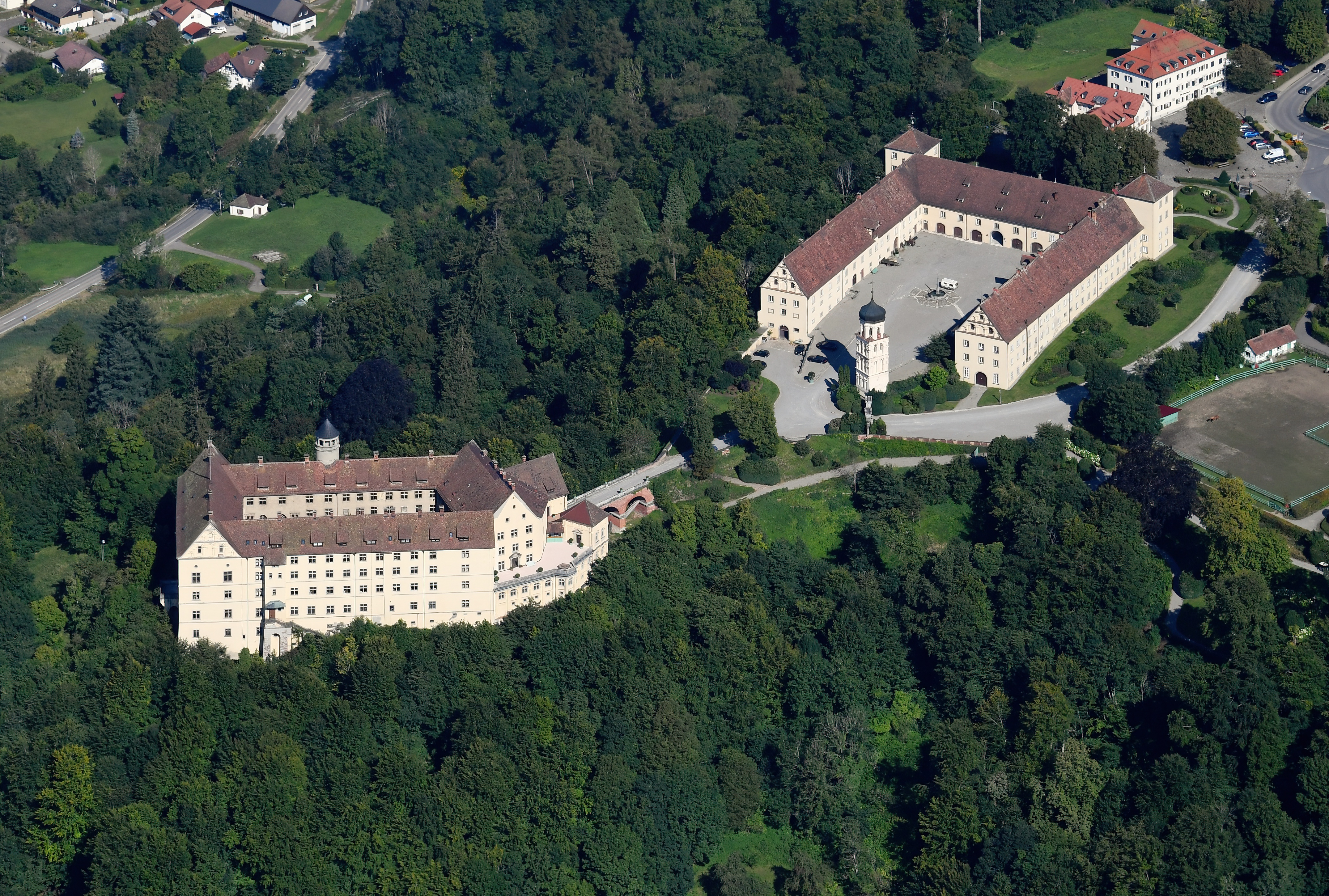
Luftbild der Schlossanlage (2021)

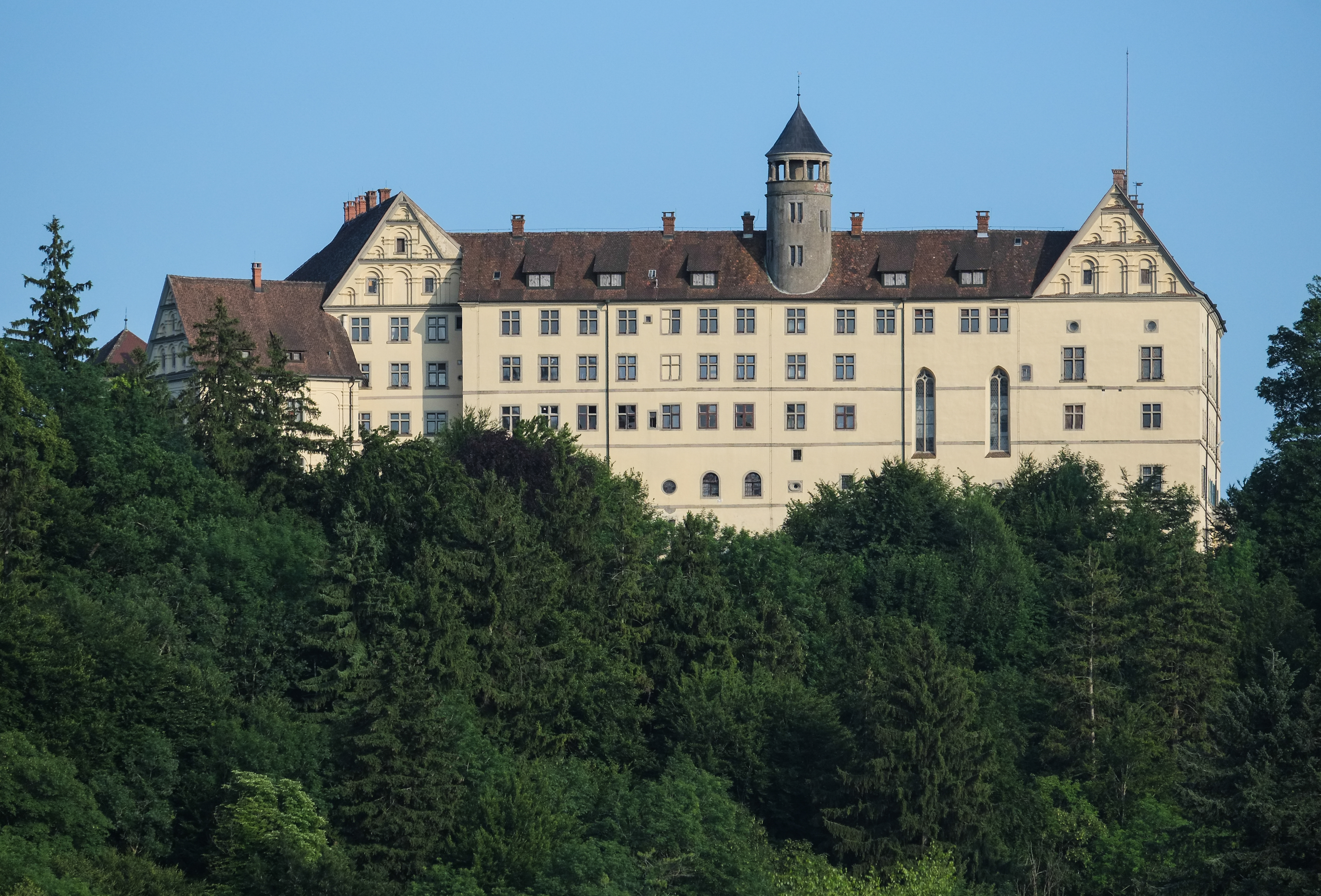
Schloss Heiligenberg (2013)

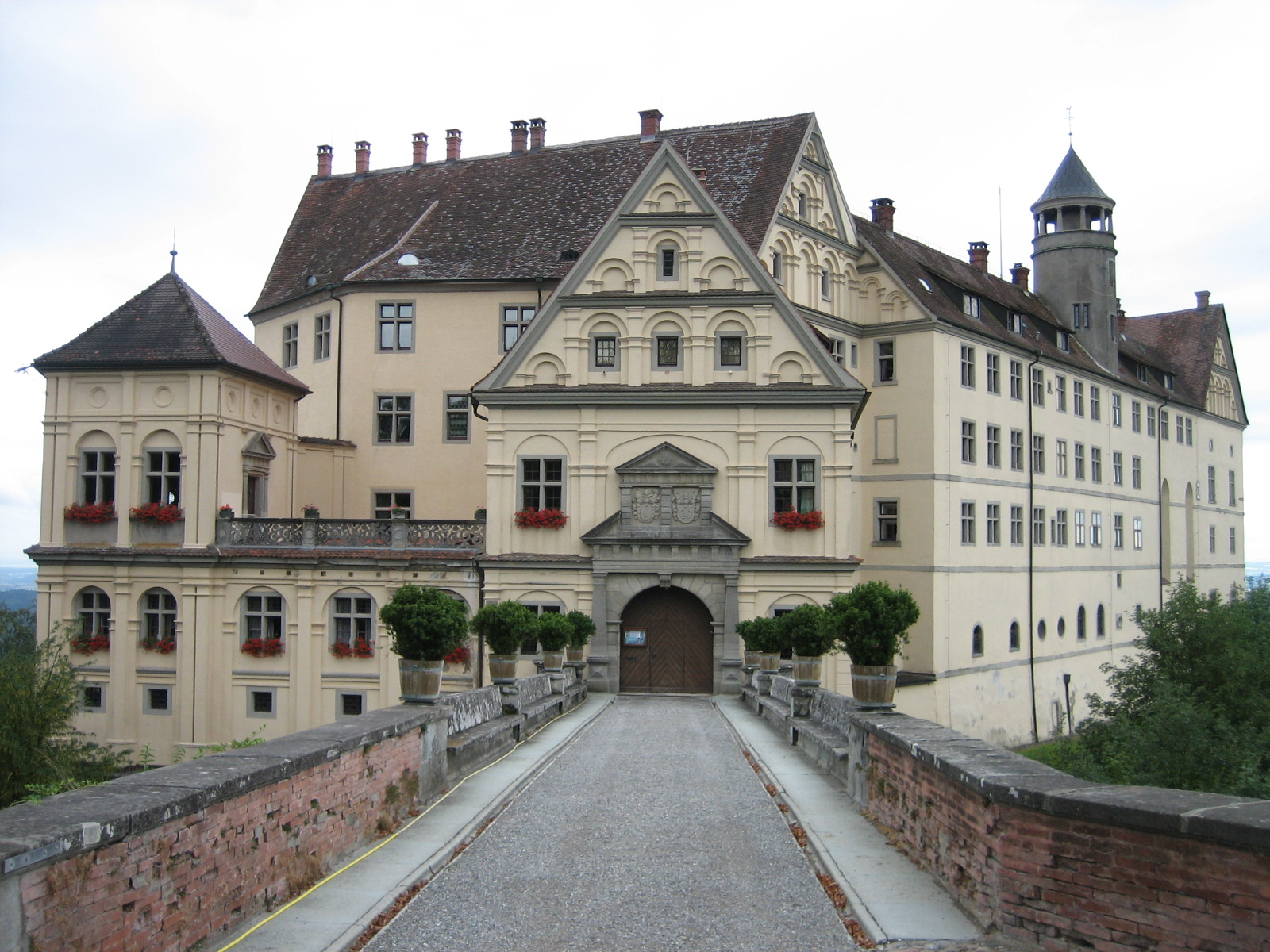
Eingang zum Schloss (2006)

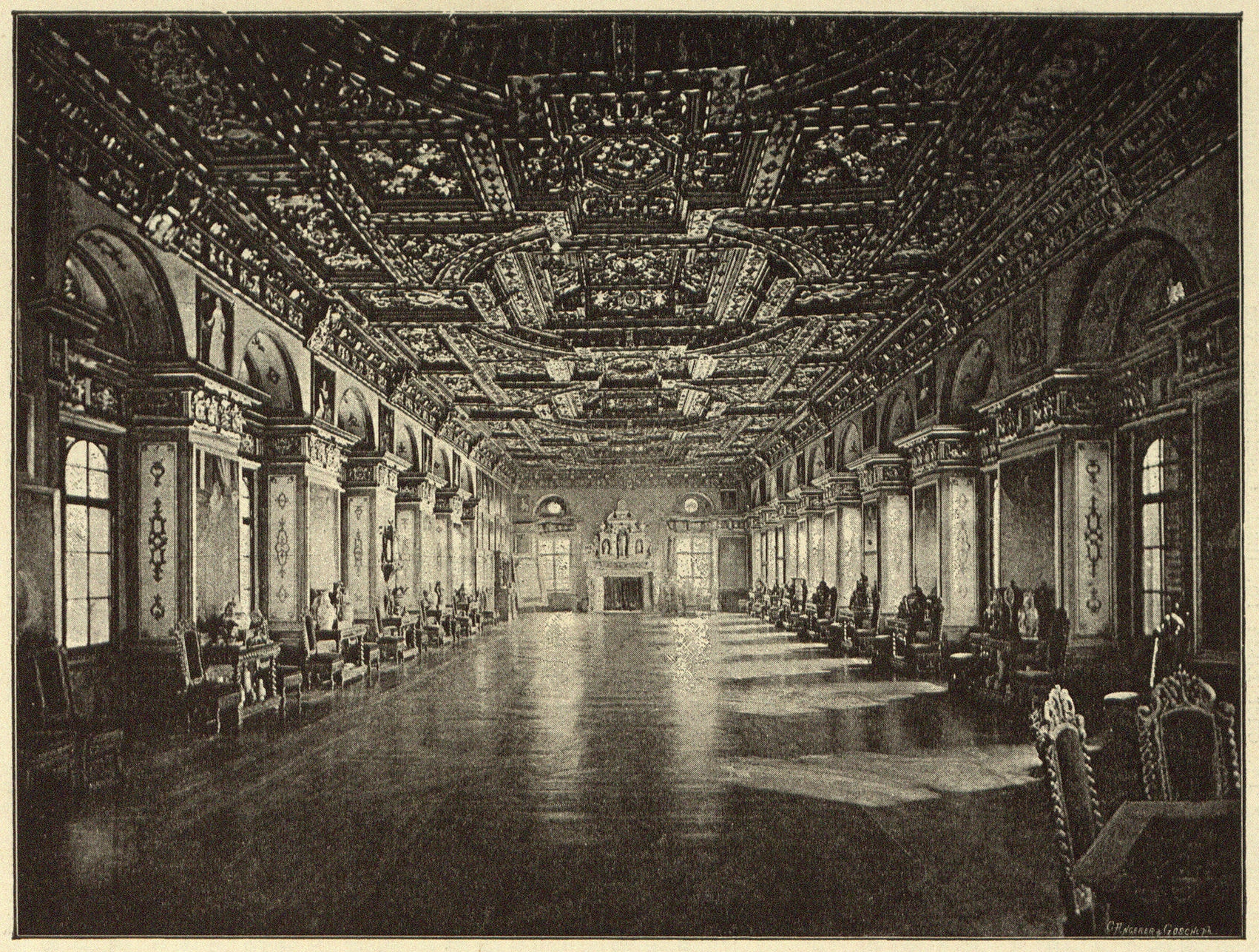
Rittersaal (aus: Franz Xaver Kraus: Die Kunstdenkmäler des Grossherzogthums Baden, 1887)

Schloss Heiligenberg ist ein Schloss im Renaissance-Stil in der Gemeinde Heiligenberg im Linzgau, nördlich des Bodensees. Es ist in Besitz der Familie zu Fürstenberg.

## Geographische Lage
Das Schloss thront weithin sichtbar auf einem Hochplateau auf rund 730 m ü. NN über dem Bodensee mit Ausblick hinunter über den See und auf die dahinterliegende Alpenkette.

## Geschichte
Die Grafenfamilie von Heiligenberg hatte ihren Ursprung auf der westlich gelegenen Burg Altheiligenberg (heute nur noch als Burgstelle im Wald erkennbar). Um 1250 ließ Graf Berthold von Heiligenberg am Ort des heutigen Schlosses eine weitere Burg errichten, die zunächst Neuheiligenberg genannt und 1277 vom Grafen Hugo von Werdenberg aufgekauft wurde. Unter den Grafen von Werdenberg-Heiligenberg wurde die Anlage im Spätmittelalter vergrößert und ausgebaut, während Altheiligenberg nach 1300 aufgegeben wurde.
Durch die Eheschließung der Gräfin Anna von Werdenberg mit Graf Friedrich zu Fürstenberg im Jahr 1516 gelangte die Burg 1535 an das Haus Fürstenberg, in dessen Besitz sie heute noch ist. Friedrich beschloss kurz vor seinem Tod 1559 den Umbau der Burg zu einem Renaissanceschloss. Der bedeutendste Bauherr war Graf Joachim (1538–1598), der 1560 bis 1575 die spätmittelalterliche Burg zu einem Schloss mit Renaissancehof und einem Gebäudeflügel mit Festsaal nach Süden erweiterte. Dabei wurde der alte Burgteil mit einer Renaissancefassade verkleidet. Die beiden Flügel im Osten und Westen entstanden und wurden Verbindungsstücke zum nun bedeutsamsten Teil des Schlosses, dem Südflügel. Durch diese baulichen Veränderungen erhielt das Schloss sein heutiges Erscheinungsbild im Stil der Renaissance. Die Arbeiten wurden durch Hans Schwarz geleitet.
Im Inneren der vierflügeligen Anlage entstand 1580 bis 1584 der Rittersaal, einer der prächtigsten Festsäle der deutschen Spätrenaissance. Der Raum ist, zusammen mit dem Rittersaal im Schloss Weikersheim, einer der wenigen erhaltenen Prunkräume dieser Zeit. Die reich geschnitzte, am Dachstuhl aufgehängte Kassettendecke wurde 1580 bis 1584 von Jörg Schwartzenberger aus Meßkirch geschaffen. Die Kaminaufbauten an den Sandsteinkaminen an den Schmalseiten mit Nischen- und Säulenfiguren entstanden 1584 und stammen vermutlich von Hans Morinck.
Die schmale und reich dekorierte Schlosskapelle erstreckt sich über drei Geschosse mit Glasfenstern aus dem 14. Jahrhundert, die ursprünglich aus der Dominikanerkirche in Konstanz stammen. Auch sie ist ein Kleinod der deutschen Renaissance. Unter dem Altar befindet sich ein Sarg, in dem sich die sterblichen Reste von Papst Felix I. befinden sollen.
Nach 1598 wurde Schloss Heiligenberg nicht mehr als ständige Residenz genutzt. Nach Aussterben der selbstständigen Heiligenberger Linie des Hauses Fürstenberg im Jahr 1716 wurde das Schloss in den folgenden Jahrhunderten nur noch zeitweilig bewohnt, so 1817–1822 durch Fürstin Elisabeth zu Fürstenberg. Die Schlossherren versahen meist hohe Ämter in kaiserlichen Diensten oder am Hofe Augusts des Starken in Sachsen. Der hauptsächliche Herrschaftsort wurde zu Beginn des 18. Jahrhunderts Donaueschingen.
Im Dreißigjährigen Krieg entging das Schloss nur knapp der Zerstörung. Wenn nicht ein Zünder versagt hätte, wäre es von der abziehenden französischen Besatzung gesprengt worden.

## Renovationen
Unter Joseph von Laßberg erfolgte um 1830 eine umfassende Renovation des Rittersaals, der ehemals aus Tannenholz gefertigte und stark beschädigte Dielenboden wurde durch den fürstlichen Baumeister Martin aufgezeichnet und vom Schreiner Martin aus Beuren als prächtige Einlegearbeit angefertigt. Im Rittersaal wurden Lehnstühle des Bildhauers Winterhalder aufgestellt. Die Farben der Holzdecke erneuerte der Maler Sauter aus Aulendorf.
Eine Wiederherstellung der Kapelle und des Festsaales erfolgte ab 1878 durch Adolf Weinbrenner.

## Baubeschreibung

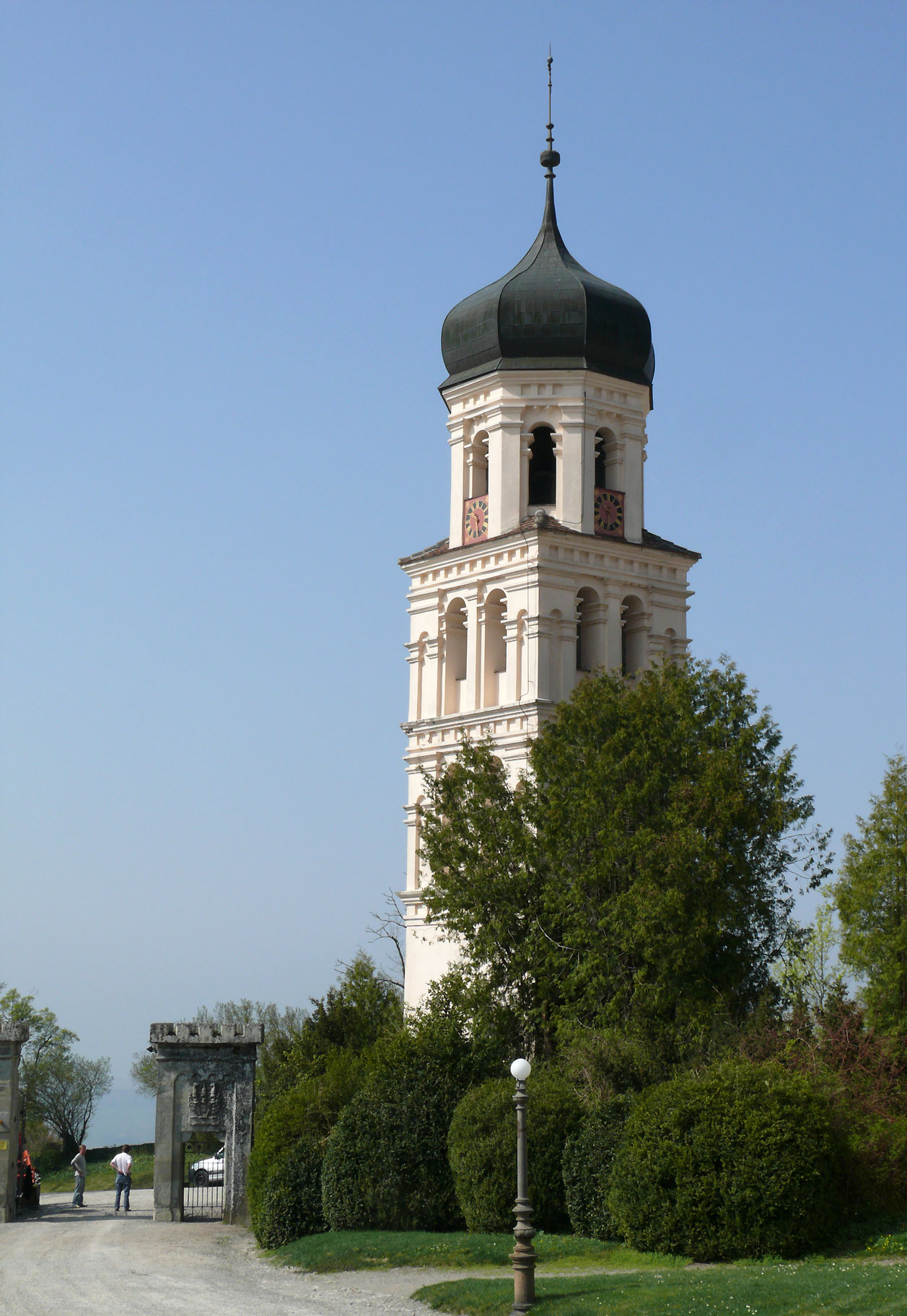
Zum Schloss gehört ein Vorhof mit umfangreichen Bauten; hier der freistehende Glockenturm

Die Schlossanlage ist geprägt von einem sich über zwei Stockwerke erstreckenden Rittersaal im Südflügel mit seiner kunstvoll geschnitzten Holzdecke sowie die Schlosskapelle im Westflügel, die gleichzeitig Denkmal fürstenbergischer Familiengeschichte ist.

## Besichtigungen
Bis 2013 nutzte die Familie das Anwesen als Sommerresidenz der fürstlichen Familie und für Gäste. Seit 2013 wohnt Erbprinz Christian zu Fürstenberg mit seiner Familie im Schloss. Dafür wurde der Ostflügel renoviert und bewohnbar gemacht. Ein Teil der Anlage konnte dennoch im Rahmen von Führungen besichtigt werden. Seit 2022 ist das Schloss Hauptwohnsitz der Familie von Christian von Fürstenberg. Seither sind Besichtigungen nur noch bei besonderen Anlässen wie dem Tag des offenen Denkmals möglich.

## Literatur

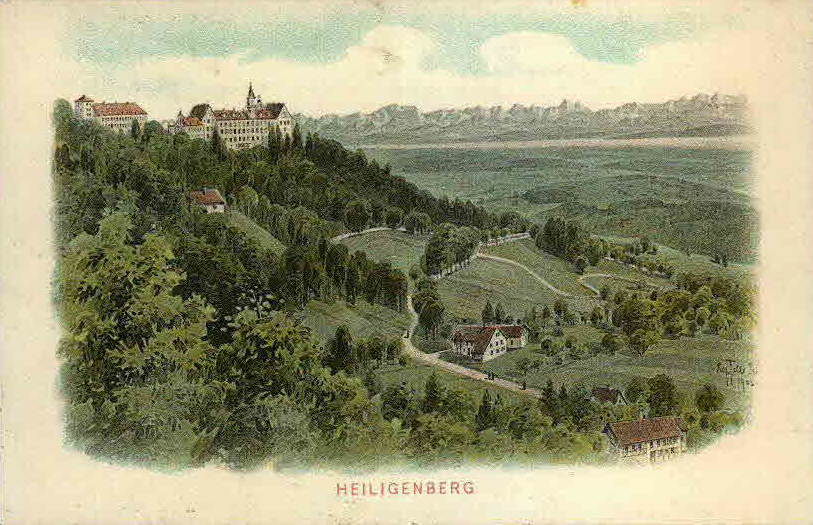
Ansichtskarte von 1906